# 金士松
金士松（1730年—1800年），字亭立，號聽濤，江蘇蘇州府吳江縣人，寄籍順天府宛平縣，清朝政治人物。

## 生平
少時家貧，隨父外出讀書。乾隆二十一年（1756年）丙子科順天鄉試舉人，改歸原籍，二十五年（1760年）庚辰科進士。選翰林院庶吉士，三十一年（1766年）散館授編修，三十三年（1768年）升侍讀，三十九年（1774年）升侍讀學士，四十一年（1776年）升詹事府詹事，歷任廣東學政、順天學政，四十八年（1783年）升禮部左侍郎，五十三年（1788年）改吏部左侍郎，嘉慶元年（1796年）升禮部尚書，二年（1797年）八月改兵部尚書，五年（1800年）正月卒，諡文簡，入祀賢良祠，纪昀為其撰墓誌銘。

## 家族
曾祖金坤元；祖父金國英。本生父金潤，本生母為順治十二年（1655年）乙未科進士吳𦒎曾孫女。金潤有三子，金士松為長子，出嗣伯父金瀾為後。次弟金學詩；三弟金士模出嗣叔父金澗為後。

## 延伸阅读
[在维基数据编辑]
 《清史稿·卷351》，出自趙爾巽《清史稿》